# Saint-André-Lachamp

Saint-André-Lachamp este o comună în departamentul Ardèche din sud-estul Franței. În 1 ianuarie 2022 avea o populație de 166 de locuitori.